# Legnago
Legnago là một thị xã thuộc tỉnh Verona, Veneto, bắc Italia. Thị xã nằm bên sông Adige, khoảng 43 km so với Verona.
Thị xã có nhà thờ San Salvaro (thế kỷ 12), Nhà thờ Duomo thế kỷ 18, và phế tích thành thế kỷ 14. 
Legnago là nơi sinh của nhà soạn nhạc Antonio Salieri (1750-1825) và nhà lịch sử nghệ thuật Giovanni Battista Cavalcaselle (1827-1897). 